# FN Model 1949
Fabrique Nationale Model 1949 (часто называемая FN-49 или SAFN)— самозарядная боевая винтовка, разработанная бельгийским конструктором стрелкового оружия Дьёдонне Сэвом в 1947 году. Была принята на вооружение вооруженными силами Аргентины, Бельгии, Бельгийского Конго, Бразилии, Колумбии, Египта, Индонезии, Люксембурга и Венесуэлы. Версия с переводчиком огня огня, произведённая для Бельгии, известна как AFN.
Несмотря на то, что винтовку ценили за высокое качество сборки и надёжность по сравнению с другими винтовками того времени, спрос на неё на оружейном рынке был ограничен, поскольку она не была разработана вовремя для использования во время Второй мировой войны, а позже, поскольку многие военные уже начали переход на автоматические винтовки с переводчиком режимов огня, было произведено неизвестное количество винтовок FN-49 с переводчиками режимов огня, однако небольшой коробчатый магазин на 10 патронов ограничивал полезность полностью автоматической режима стрельбы.
FN-49 оказалась в прямой конкуренции с более современными винтовками, такими как Heckler & Koch G3 и более новой FN FAL от Fabrique Nationale de Herstal, что привело к ограниченным продажам.

## История

### Разработка
Дьёдонне Сэв, тогдашний главный конструктор стрелкового оружия Fabrique Nationale, в начале 1930-х экспериментировал с рядом конструкций винтовок, использующих автоматику отдачи ствола. Хотя из этих экспериментов мало что вышло, они стали основой для полуавтоматической винтовки с газоотводной автоматикой, которую он запатентовал в 1936 году и прототипировал в 1937 году. (Фотографии этих прототипов сохранились до сих пор, и на них виден ряд характеристик, которые позже появятся у FN-49.)
Новая винтовка FN все ещё находилась в разработке в конце 1938 — начале 1939 года, и готовилась к выходу на рынок в виде версии с магазином на 5 патронов. Когда немецкие войска вторглись в Польшу, эти планы были отложены, чтобы увеличить производство винтовок с продольно-скользящим затвором и пулемётов.
Немецкое вторжение в Бельгию в мае 1940 года прервало любые планы по производству новой модели, так как город Льеж, где располагался завод FN, был оккупирован Вермахтом. Несмотря на это, Сэв смог сбежать в Великобританию через Португалию в 1941 году, где продолжил работу над винтовкой.
К 1943 году Сэв вернулся к работе над своей экспериментальной винтовкой, теперь уже под патрон 7,92 × 57 мм Mauser. В конце того же года Королевский завод стрелкового оружия в Энфилде заказал 50 прототипов (обозначенных «EXP-1» и иногда называемых «SLEM-1»). На основании испытаний этих прототипов завод разместил заказ на 2000 винтовок для войсковых испытаний, но возникшая в последний момент проблема с регулированием давления газов (а также приближающееся окончание Второй мировой войны) привели к отмене этого заказа. Несмотря на это, Сэв (вернувшийся в Льеж вскоре после его освобождения в сентябре 1944 г.) продолжил работу над винтовкой и завершил разработку FN-49 в 1947 г.

### Производство

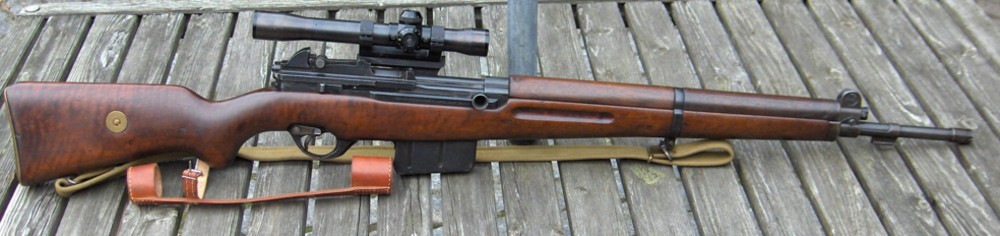
Египетская винтовка SAFN с оптическим прицелом

Первой страной, заключившей контракт на винтовку SAFN 1949, стала Венесуэла, заказавшая партию таких винтовок 31 марта 1948 года. Винтовки были доставлены ровно через четыре месяца. Последней страной, заключившей контракт на производство данных винтовок была Индонезия 19 декабря 1960 г. Винтовки были доставлены 19 февраля 1961 г.
Некоторые источники утверждают, что предсерийные модели для демонстрации и испытаний были произведены в 1948 году, что сделало винтовку готовой к контрактным заказам и серийному производству. Другие источники утверждают, что винтовка была испытана в Королевском флоте Нидерландов в 1947 году, однако испытания ВМС Нидерландов не привели к заключению контракта на продажу.
FN начала искать клиентов, но коммунистические государства не подходили (поскольку они были обязаны покупать или производить советские образцы оружия). У западноевропейских стран были огромные запасы стрелкового оружия времен Второй мировой войны. Они также могли получить американскую и британскую помощь в виде оружия, которая была недорогой или бесплатной. Поэтому FN решил продавать неприсоединившиеся страны, которые не хотели следовать западной или советской доктрине.
Первая винтовка SAFN 1949 контрактного производства была доставлена в Венесуэлу к 31 мая 1949 года. Он состоял из 2000 винтовок под патрон 7×57 мм Mauser, а к 31 июля 1949 г. было поставлено ещё 2012 винтовок, включая учебные и демонстрационные винтовки в разрезе. Остальные винтовки по венесуэльскому контракту на 8012 винтовок были проданы как излишки в Соединенных Штатах и высоко ценятся американскими коллекционерами, спортсменами и охотниками из-за уникальных характеристик, заказанных Венесуэлой, общего состояния излишков винтовок от хорошего до отличного, и превосходной точности винтовок под патрон 7 × 57 мм.
Второй контракт был заключен с правительством Египта и состоял из 100 винтовок под патрон 7,92 × 57 мм Mauser (также известный как 8-мм Mauser). Винтовки были заказаны 30 мая 1948 года и доставлены 10 июня 1949 года. Первоначально это была небольшая контрактная поставка, но в конечном итоге Египет закупил 37 602 винтовки SAFN-1949.

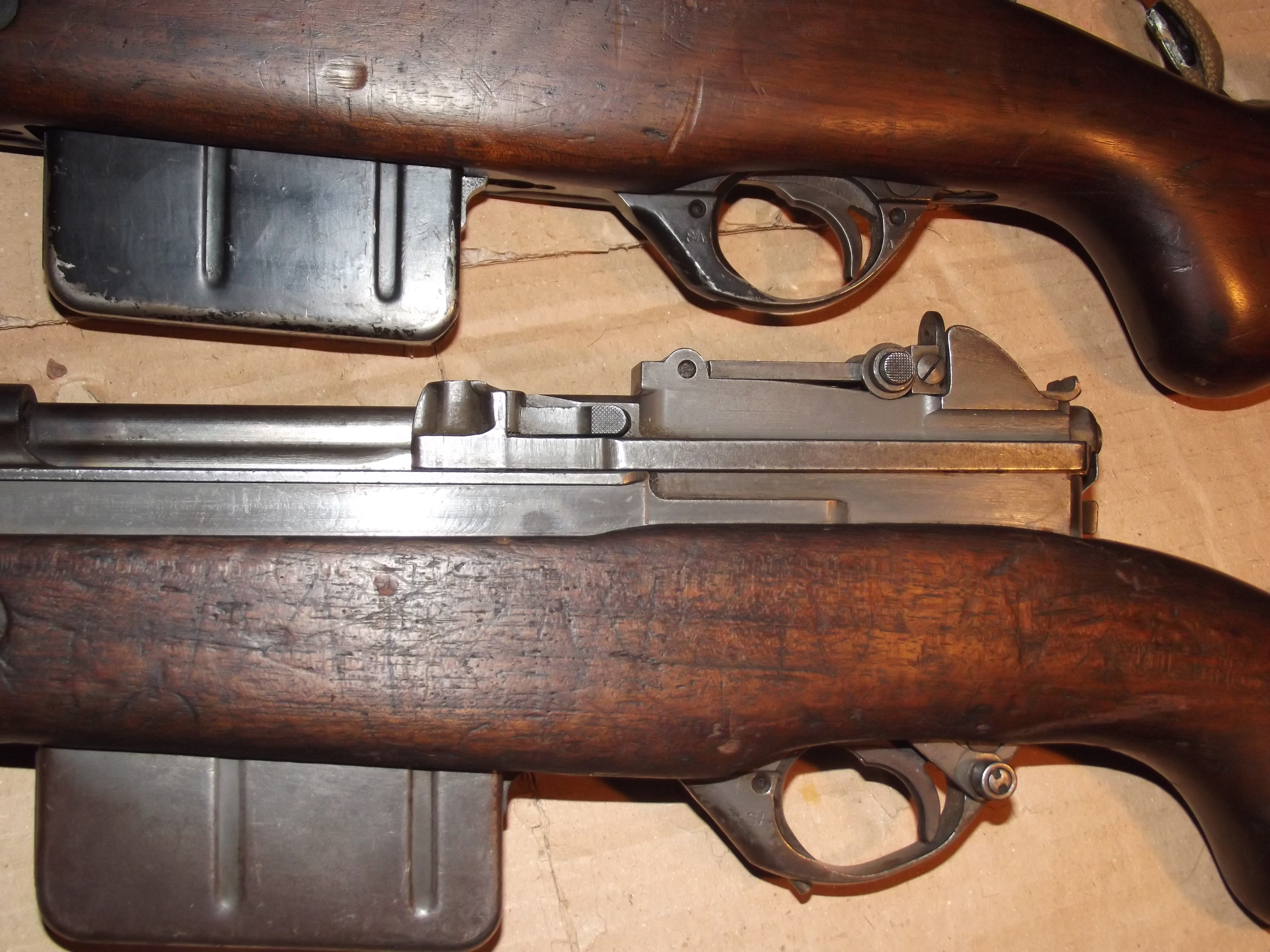
Две винтовки FN-49 по контракту с бельгийской армией (ABL). Винтовка сверху не имеет переводчика режимов огня, винтовка снизу имеет переводчик режимов огня в полностью автоматическом положении.

Третий контракт был заказан бельгийским правительством 12 мая 1949 года, начиная с тридцати опытных винтовок, полученных 31 августа 1949 года, и второго более крупного заказа на 100 опытных винтовок, поставленных к 12 декабря 1949 г. Бельгийцы заключили контракт на производство 6000 винтовок SAFN 1949 под патрон .30-06 Springfield 24 августа 1950 года. Бельгийцы обозначили винтовку как ABL SAFN-49. ABL — это аббревиатура бельгийской армии на французском и голландском языках; «AB» для французской «Armée Belge» и «BL» для голландской «Belgisch Leger». Контракты на винтовку SAFN 1949, сделанные FN для Бельгии, составили 87 777 винтовок, что составляет почти половину всех когда-либо произведенных винтовок FN-49. Полностью автоматическая версия с переводчиком режимов огня, известная как AFN, была произведена специально для бельгийских военных. AFN также использовался морской пехотой ВМС Бельгии.

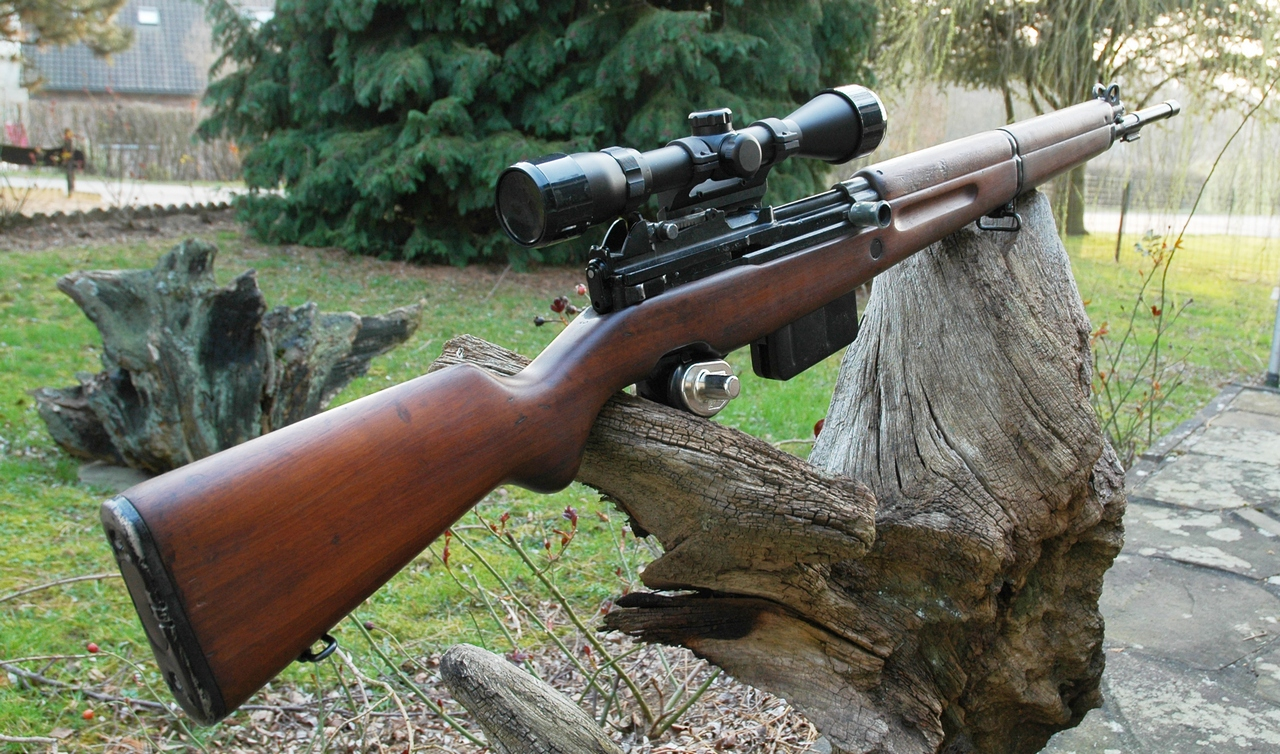
SAFN под патрон .30-06 Springfield

Люксембург стал четвёртой страной, заказавшей винтовки SAFN 1949: первый заказ был размещён 4 октября 1950 года, а первые 1500 винтовок были получены к 5 мая 1951 года. В конечном итоге Великое Герцогство Люксембург закупило в общей сложности 6 306 винтовок, включая винтовки специально для жандармерии Люксембурга, которые представляли собой FN-49, включающие стандартные модели, учебные винтовки и снайперские варианты, все под патрон .30-06 Springfield. Модели Люксембурга, за исключением контракта с жандармерией, продавались в США как излишки. Некоторые из них были розданы покупателям в крупных торговых сетях США. Люксембургские модели пользуются спросом по двум причинам: во-первых, из-за особенно хорошего состояния излишков люксембургских винтовок; и, во-вторых, потому что эти винтовки были изготовлены под патрон .30-06 Springfield, популярный в спортивно-стрелковых и охотничьих сообществах США.
Индонезия, Бельгийское Конго и Колумбия составят контракты с пятого по седьмой, все под патрон .30-06.
Аргентина запросила восьмой контракт, заказав 29 июля 1953 года 5 536 винтовок SAFN 1949 под патрон 7,65 × 53 мм Argentino для использования ВМС Аргентины после первоначального заказа одной опытной винтовки в 1948 году.
Было изготовлено несколько прототипов в других калибрах, в том числе не менее пяти прототипов под патрон 6,5×55 мм для испытаний в Швеции, один под французский патрон 7,5×54 мм для испытаний в Сирии, один под патрон .30-06 для испытаний в США и один под патрон 7,62×51 мм НАТО для Бразилии.
Очень небольшое, но неизвестное количество коммерческих винтовок под патрон .30-06 было импортировано компанией Browning в США и Австралию в 1960-х годах. Эти винтовки невероятно редки, и задокументировано несколько экземпляров. Они оснащены полированным клетчатым прикладом с перевёрнутой щекой и боковым креплением.

#### Аргентинская модификация
Вопреки некоторым предположениям, FN не заказывала и не производила аргентинскую модификацию винтовок SAFN 1949 с патрона 7,65 × 53 мм на 7,62 × 51 мм НАТО. В то время как FN действительно получила, а затем доставила заказ на переоборудование одной винтовки в марте 1967 года, оставшийся арсенал аргентинских винтовок был переоборудован внутри страны компанией Metalúrgica Centro, ранее известной как Fábrica de Armas Halcón. Metalúrgica Centro предоставила и установила в каждую винтовку новый ствол калибра 7,62 × 51, модифицировала каждый выбрасыватель и каждую спусковую скобу, чтобы в неё можно было установить новый отъёмный коробчатый магазин. Переделанные винтовки были снабжены запатентованными отъёмными коробчатыми магазинами на 20 патронов производства Metalúrgica Centro, чтобы соответствовать переделанным винтовкам SAFN 1949. Стальные магазины на 20 патронов являются запатентованными, но они были созданы для совместного заряжания магазина с винтовкой FN FAL, также используемой аргентинской армией. Эарядные устройства такие же, как и для немецких винтовок Mauser Kar-98k, и поэтому не взаимозаменяемы с обоймами стандарта НАТО.
Очень небольшое их количество позже использовалось аргентинскими солдатами в качестве снайперских винтовок во время Фолклендской войны. 

## Страны-эксплуатанты
- Аргентина[4]
- Бельгия[4]
- Бразилия[4]
- Колумбия[4]

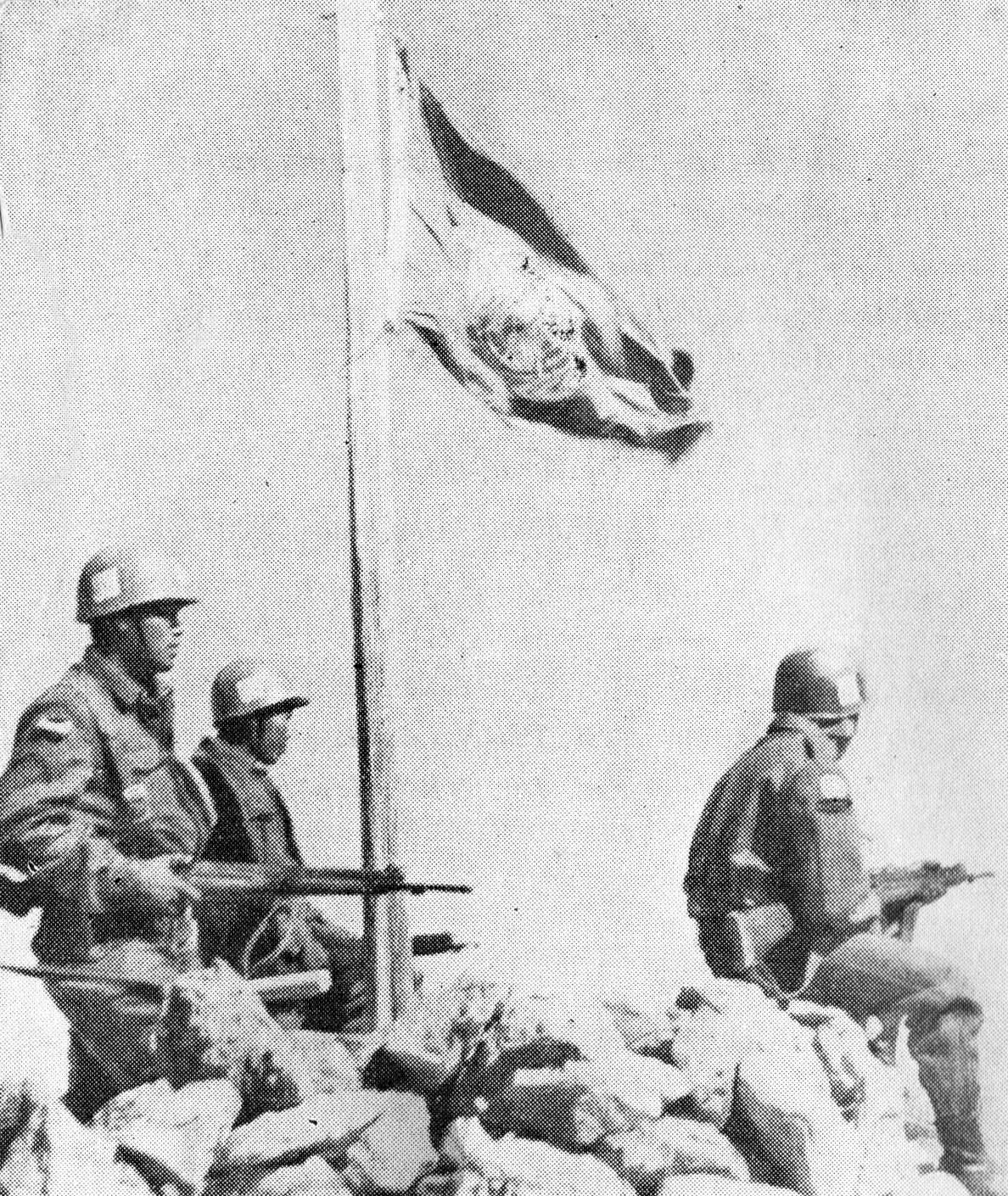
Солдаты ЧВС ООН из Индонезии с винтовками FN-49

- Демократическая Республика Конго[6]
- Египет[4]
- Эфиопия[7]
- Индонезия[4]
- Люксембург[4]
- Венесуэла[4]
- Заир